# Waterford (Kalifornia)
Waterford – miasto w Stanach Zjednoczonych, w stanie Kalifornia, w hrabstwie Stanislaus.